# Renato Mocellini
Renato Mocellini (ur. 2 kwietnia 1929 w Vahrn, zm. 9 listopada 1985 w Bressanone) – włoski bobsleista, srebrny medalista igrzysk olimpijskich i dwukrotny medalista mistrzostw świata.

## Kariera
Pierwszy sukces w karierze Renato Mocellini osiągnął w 1956 roku, kiedy wspólnie z Eugenio Montim, Ulrico Girardim i Renzo Alverą zajął drugie miejsce w czwórkach podczas igrzysk olimpijskich w Cortinie d’Ampezzo. Był to jego jedyny start olimpijski. Dwa lata później, na mistrzostwach świata w Garmisch-Partenkirchen, razem z Massimo Boganą, Sergio Zardinim i Alberto Righinim wywalczył brązowy medal w tej samej konkurencji. Ostatni sukces osiągnął na mistrzostwach świata w Igls w 1963 roku, gdzie reprezentacja Włoch w składzie: Sergio Zardini, Ferruccio Dalla Torre, Renato Mocellini i Romano Bonagura wywalczyła złoty medal w czwórkach.